# British Comedy Awards 1995
La VI edizione dei British Comedy Awards si tenne nel 1995 e venne presentata da Jonathan Ross.

## Vincitori
- Miglior comedy show - Rory Bremner Who Else
- Miglior commedia televisiva esordiente - Father Ted
- Miglior attore in una commedia televisiva - Martin Clunes
- Miglior attrice in una commedia televisiva - Caroline Quentin
- Miglior debutto in una commedia televisiva - Ardal O'Hanlon
- Miglior performance femminile in una commedia - Victoria Wood
- Miglior performance maschile in una commedia - John Bird e John Fortune
- Miglior personalità televisiva - Jack Dee
- Miglior serie della BBC - One Foot In The Grave
- Miglior presentatore ITV - Michael Barrymore
- Miglior presentatore BBC - Noel Edmonds
- Miglior presentatore C4 - Chris Evans
- Miglior sitcom della ITV - Is It Legal?
- Miglior sitcom della BBC - One Foot In The Grave
- Miglior sitcom di C4 - Drop The Dead Donkey
- Miglior comedy drama - Preston Front
- Miglior serie di intrattenimento - Don't Forget Your Toothbrush
- Miglior performance comica - Jo Brand
- Migliore film commedia - Pallottole su Broadway
- Miglior commedia radiofonica - I'm Sorry I Haven't a Clue
- Premio WGGB per il miglior commediografo - Andy Hamilton e Guy Jenkin
- Premio alla carriera nel varietà - Bruce Forsyth
- Premio alla carriera nella commedia - Bob Monkhouse
- Premio per la commedia - Peter Cook